# Marshall Kirk McKusick
Marshall Kirk McKusick (ur. 19 stycznia 1954) – amerykański programista i informatyk znany ze swej wieloletniej pracy nad systemami Unix z rodziny BSD, począwszy od oryginalnego BSD w latach 80. XX wieku po współczesne FreeBSD.
Od 1990 do 27 czerwca 2004 był prezesem stowarzyszenia USENIX i wciąż zasiada w jego zarządzie. Jest członkiem ACM i IEEE.

## Życiorys
Studiował inżynierię elektryczną na Cornell University, gdzie uzyskał tytuł bakałarza, z kolei tytuły magistra i doktora w dziedzinie informatyki i zarządzania (MBA) zdobył na Uniwersytecie Kalifornijskim w Berkeley, gdzie był członkiem Computer Systems Research Group (CSRG) grupy zajmującej się rozwojem i wydawaniem systemów 4.3BSD i 4.4BSD.
Szczególnie interesował się systemem pamięci wirtualnej i systemem plików.
Jego ideą jest, aby pewnego dnia oba te systemy zostały połączone.
W czasie pracy na Berkeley stworzył implementację systemu plików znanego jako BSD Fast File System (FFS). Później opracował rozszerzenie do FFS znane jako soft updates, będące nowym podejściem do zapewnienia integralności systemu plików po nagłym wyłączeniu systemu. Jest także współautorem nowszej wersji UFS, znanej jako UFS2. Wprowadził do niego funkcje filesystem snapshot oraz działającego w tle procesu fsck, które zostały zintegrowane z soft updates.
Jest jednym z głównych autorów serii książek poświęconych architekturze systemów BSD, które wywarły wielki wpływ na popularyzację tej gałęzi systemów Unix oraz rozwój jego derywatów. Te wykorzystywane m.in. w szkolnictwie akademickim książki znane są jako wysokiej jakości opracowania z dziedziny informatyki. Pierwsze wydania z serii nazywano popularnie daemon book ze względu na znajdującego się na okładce BSD Daemona, maskotkę systemów z rodziny BSD. McKusick jest jego pomysłodawcą i właścicielem praw autorskich do tego wizerunku.

## Publikacje
- S. Leffler, M. McKusick, M. Karels, J. Quarterman, The Design and Implementation of the 4.3BSD UNIX Operating System, Addison-Wesley, styczeń 1989, ISBN 0-201-06196-1 (tłum.: niemieckie z 1990, ISBN 3-89319-239-5; japońskie z 1991, ISBN 4-621-03607-6)
- S. Leffler, M. McKusick, The Design and Implementation of the 4.3BSD UNIX Operating System Answer Book, Addison-Wesley, kwiecień 1991, ISBN 0-201-54629-9 (tłum. japońskie z 1992, ISBN 4-8081-8039-5)
- M. McKusick, K. Bostic, M. Karels, J. Quarterman, The Design and Implementation of the 4.4BSD Operating System, Addison-Wesley, kwiecień 1996, ISBN 0-201-54979-4 (tłum. francuskie z 1997, ISBN 2-84180-142-X)
- M. McKusick, George Neville-Neil, The Design and Implementation of the FreeBSD Operating System, Addison-Wesley, lipiec 2004, ISBN 0-201-70245-2.

## Życie prywatne
Od lat mieszka w Berkeley w Kalifornii ze swoim wieloletnim partnerem Erykiem Allmanem. Znany jest ze swej kolekcjonerskiej pasji do win.